# Коное Фумімаро
Фумімаро Коное (яп. 近衞文麿; 12 жовтня 1891, Токіо — 16 грудня 1945, Токіо) — японський політик і військовий злочинець, 34-й (4 червня 1937 — 5 січня 1939), 38-й (22 липня 1940 — 18 липня 1941) і 39-й (18 липня — 18 жовтня 1941) прем'єр-міністр Японії. Іноді прізвище невірно передають як «Коноє».

## Біографія
Член знатного роду Фудзівара, родич імператорської родини. Один з прихильників та ініціаторів територіальної експансії Японії в ході Другої світової війни, спрямованої, зокрема, на захоплення Китаю та індокитайських колоній європейських держав. Прихильник зміцнення союзу Японії з фашистською Італією та нацистською Німеччиною, спрямованого на переділ світу. Під його керівництвом Японія підписала посилений варіант «Антикомінтернівського пакту» — «Пакт трьох держав» 27 вересня 1940 року. Крупний акціонер дзайбацу «Сумітомо».
У 1938 провів закон про загальну національну мобілізацію, згідно з яким парламент відмовлявся від права контролю над урядом, а кабінет міністрів повинен бути здійснювати владу за допомогою імператорських указів. Цей закон активно підтримувався японськими монополіями — дзайбацу. Наприкінці 30-х років був прихильником розпуску політичних партій і створення замість них фашистської організації — «Асоціації допомоги трону», що й було здійснено в 1940 році. У червні 1945 року японський уряд планував відправити Коное до Москви для того, щоб умовити радянське керівництво виступити посередником між Японією і союзниками, таким чином японський уряд сподівався уникнути беззастережної капітуляції. СРСР відповідно до союзницьких зобов'язань від ролі посередника відмовився.
Після капітуляції Японії Фумімаро Коное був внесений у список воєнних злочинців, які підлягають суду Міжнародного трибуналу і повинен був стати одним з головних обвинувачуваних на процесі.
6 грудня 1945 японський парламент під тиском Дугласа Макартура ухвалив рішення про арешт Коное. Але завдяки процедурі арешту японських військових злочинців (їм давалося 10-15 днів після наказу про арешт для добровільної явки в тюрму) в ніч на 16 грудня 1945 за кілька годин до закінчення терміну явки до в'язниці Коное наклав на себе руки, прийнявши отруту.